# Gloria Pizzichini
Gloria Pizzichini (Osimo Scalo, 24 juli 1975) is een voormalig tennisspeelster uit Italië. Zij begon met tennis toen zij zeven jaar oud was. Zij speelt rechtshandig en heeft een tweehandige backhand. Zij was actief in het proftennis van 1992 tot en met 2005.

## Loopbaan

### Enkelspel
Pizzichini debuteerde in 1989 op het ITF-toernooi van Gangi (Italië). Zij stond in 1991 voor het eerst in een finale, op het ITF-toernooi van Bari (Italië) – hier veroverde zij haar eerste titel, door de Tsjechische Zuzana Witzová te verslaan. In totaal won zij zes ITF-titels, de laatste in 1999 in Cerignola (Italië).
In 1992 kwalificeerde Pizzichini zich voor het eerst voor een WTA-hoofdtoernooi, op het toernooi van Tarente. Zij bereikte er de tweede ronde. Zij stond in 1996 voor het eerst in een WTA-finale, op het toernooi van Bol – hier veroverde zij haar enige WTA-titel, door de Kroatische Silvija Talaja te verslaan.
Haar beste resultaat op de grandslamtoernooien is het bereiken van de derde ronde. Haar hoogste positie op de WTA-ranglijst is de 45e plaats, die zij bereikte in november 1996.

### Dubbelspel
Pizzichini was in het dubbelspel minder actief dan in het enkelspel. Zij debuteerde in 1989 op het ITF-toernooi van Erice (Italië) samen met de Tsjechische Lucie Kořínková. Zij stond in 1992 voor het eerst in een finale, op het ITF-toernooi van Spoleto (Italië), samen met landgenote Flora Perfetti – hier veroverde zij haar eerste titel, door het duo Sandra Dopfer en Maja Zivec-Skulj te verslaan. In totaal won zij zeven ITF-titels, de laatste in 2002 in Grado (Italië).
In 1991 speelde Pizzichini voor het eerst op een WTA-hoofdtoernooi, op het toernooi van Tarente, samen met de Duitse Petra Studnička. Zij bereikte nooit een WTA-dubbelspelfinale.
Haar beste resultaat op de grandslamtoernooien is het bereiken van de derde ronde, op Roland Garros 1997. Haar hoogste positie op de WTA-ranglijst is de 90e plaats, die zij bereikte in september 1997.

## Posities op deWTA-ranglijst
Positie per einde seizoen:
| jaartal | ranking enkelspel | ranking dubbelspel |
| ------- | ----------------- | ------------------ |
| 2005    | 630               | 842                |
| 2004    | 606               | 868                |
| 2003    | 939               | –                  |
| 2002    | 256               | 324                |
| 2001    | 222               | 202                |
| 2000    | 136               | 202                |
| 1999    | 215               | 795                |
| 1998    | 663               | 795                |
| 1997    | 86                | 117                |
| 1996    | 52                | 159                |
| 1995    | 267               | 116                |
| 1994    | 235               | 778                |
| 1993    | 206               | 373                |
| 1992    | 89                | 190                |
| 1991    | 253               | 659                |
| 1990    | 580               | –                  |

## Palmares
| Legenda                |
| ---------------------- |
| Grandslamtoernooi      |
| Olympische Spelen      |
| Year-End Championships |
| Tier I                 |
| Tier II                |
| Tier III               |
| Tier IV & V            |

### WTA-finaleplaatsen enkelspel
| nr.              | finaledatum | toernooi | ondergrond | tegenstandster | score    |
| ---------------- | ----------- | -------- | ---------- | -------------- | -------- |
| Gewonnen finales |             |          |            |                |          |
| 1.               | 1996-05-05  | WTA Bol  | gravel     | Silvija Talaja | 6-0, 6-2 |
| Verloren finales |             |          |            |                |          |
| Geen.            |             |          |            |                |          |

### WTA-finaleplaatsen dubbelspel
Geen.

## Prestatietabel grandslamtoernooien
| Legenda | Legenda                          |
| ------- | -------------------------------- |
| g.t.    | geen toernooi gehouden           |
| l.c.    | lagere categorie                 |
| –       | niet deelgenomen                 |
| G       | uitgeschakeld in de groepsfase   |
| 1R      | uitgeschakeld in de eerste ronde |
| 2R      | uitgeschakeld in de tweede ronde |
| 3R      | uitgeschakeld in de derde ronde  |
| 4R      | uitgeschakeld in de vierde ronde |
| KF      | uitgeschakeld in de kwartfinale  |
| HF      | uitgeschakeld in de halve finale |
| F       | de finale verloren               |
| W       | het toernooi gewonnen            |
| w-v     | winst/verlies-balans             |

### Enkelspel
| Toernooi        | 1993 |    | 1995 | 1996 | 1997 | 1998 | 1999 | 2000 | 2001 | 2002 |
| --------------- | ---- | -- | ---- | ---- | ---- | ---- | ---- | ---- | ---- | ---- |
| Australian Open | 1R   | –  | –    | 1R   | 1R   | 1R   | –    | –    | 1R   |      |
| Roland Garros   | 1R   | –  | 3R   | 2R   | –    | –    | –    | –    | –    |      |
| Wimbledon       | 3R   | 1R | 2R   | 1R   | –    | –    | –    | –    | –    |      |
| US Open         | 1R   | –  | 1R   | 1R   | –    | –    | 2R   | 1R   | –    |      |

### Vrouwendubbelspel
| Toernooi        | 1995 |    | 1997 | 1998 | 1999 |
| --------------- | ---- | -- | ---- | ---- | ---- |
| Australian Open | –    | 1R | 1R   | 1R   |      |
| Roland Garros   | –    | 3R | –    | –    |      |
| Wimbledon       | –    | 2R | –    | –    |      |
| US Open         | 1R   | 1R | –    | –    |      |